# Бережки (Могилёвская область)
Бере́жки (бел. Бярэ́жкі) — деревня в составе Славковичского сельсовета Глусского района Могилёвской области Белоруссии.
До упразднения 20 ноября 2013 года Клетненского сельсовета входила в его состав.

## Население
- 1999 год — 29 человек
- 2009 год — 13 человек